# Amaggi

Alte Logo (bis 2013)

Die Grupo André Maggi (Amaggi) ist der größte private Sojabohnenproduzent der Welt. Das Unternehmen besitzt neben Ackerflächen auch Lagerhallen, Exportterminals und Schiffe.
In der Saison 2013/2014 wurden auf 232.600 Hektar Ackerland 467.000 t Sojabohnen, 369.000 t Mais und 116.000 t Baumwolle geerntet. In Lucas do Rio Verde (Mato Grosso), Itacoatiara (Amazonas) und Fredrikstad (Norwegen) werden Ölmühlen zur Sojaverarbeitung betrieben.

## Geschichte
Amaggi wurde 1977 von dem italienischstämmigen André Maggi als Saatgutproduzent gegründet. In den 1980er Jahren erwarb er große Ländereien in Mato Grosso und stieg in die Sojaproduktion ein. Dort ließ er auch die Stadt Sapezal errichten.
Nach seinem Tod 2001 hat sein Sohn Blairo Maggi das Unternehmen übernommen.